# Anguloa uniflora
Anguloa uniflora es una especie de orquídea de hábito terrestre. Es originaria de Sudamérica.

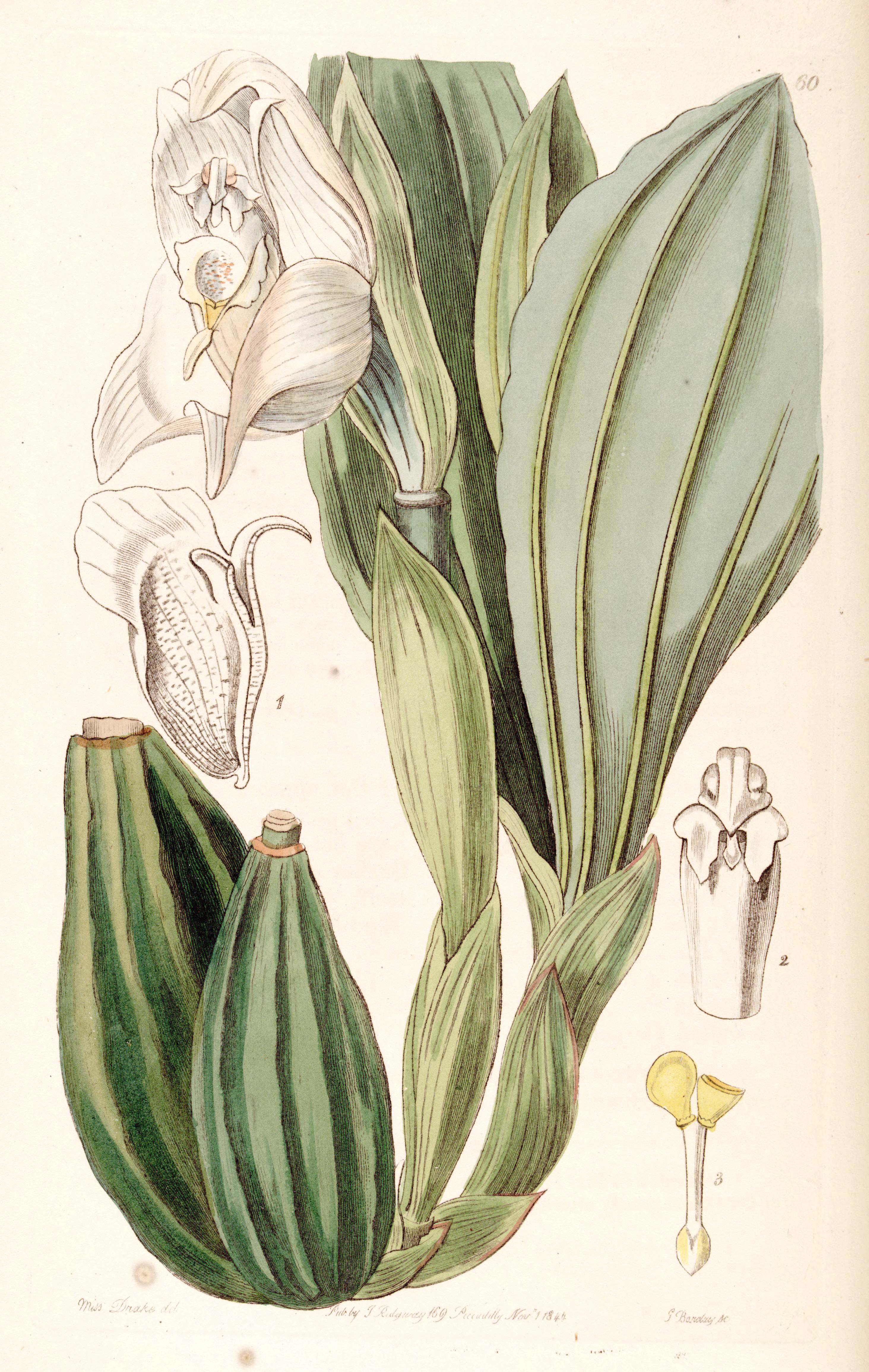
Ilustración

## Características
Es una planta herbácea robusta que prefiere el clima frío a caliente , es de las más grandes  especies terrestres, con pseudobulbos ovoides, ligeramente comprimidos, profundamente surcado longitudinalmente, de color verde oscuro que llevan de 2 a 3 hojas caducas, ampliamente elíptico-lanceoladas, pecioladas, agudo-acuminadas , con agrupaciones, generalmente de color verde oscuro satinado con una superficie acanalada longitudinalmente, speudobulbos envuelto basalmente por 3 a 5, más pequeñas,  vainas y dos hojas, apicales,  elípticas. Florece después de la caída de las hojas caducas del verano hasta principios de otoño en una erecta inflorescencia de 15 a 25 cm de largo, con grandes brácteas aovadas, acuminadas,  todos los nuevos crecimientos que aparecen en los fines de invierno  tiene una solitaria flor de 10 cm de longitud, como el tulipán, carnosa, fragante y  de larga duración.sobre todo

## Distribución y hábitat
Se distribuye desde Colombia hasta Perú se encuentra en elevaciones de 1400 a 2500 metros en Venezuela, Colombia, Ecuador y Perú en los bosques montanos húmedos en la sombra profunda.

## Taxonomía
Anguloa uniflora fue descrita por Robert Allen Rolfe y publicado en Systema Vegetabilium Florae Peruvianae et Chilensis 1: 228. 1798.
Etimología
Anguloa (abreviado Ang.): nombre genérico otorgado en honor de  "Francisco de Angulo", director de las minas de Perú y un aficionado a las orquídeas del tiempo en que llegaron  Ruiz y Pav. a ese país.
uniflora: epíteto latino que significa "con una flor".
Sinonimia
- Anguloa uniflora var. treyeranii Rolfe (1891)
- Anguloa mantini hort. 1895[1][4][5]